# Chefe de Estado (Polônia)
O Chefe de Estado (em polonês/polaco: Naczelnik Państwa) era o título do chefe de Estado da Polônia nos primeiros anos da Segunda República Polonesa. Este cargo foi ocupado apenas por Józef Piłsudski, de 1918 a 1922. Até 1919, o título era chamado de Chefe de Estado Provisório (em polonês/polaco: Tymczasowy Naczelnik Państwa). Depois de 1922, o chefe de Estado polonês tornou-se Presidente da Polônia. 
O nome do cargo era uma referência deliberada à ditadura de Tadeusz Kościuszko durante a Insurreição de Kościuszko. 

## História
O cargo de Chefe de Estado Provisório foi criado por decreto de Józef Piłsudski de 22 de novembro de 1918 sobre a mais alta autoridade representativa da República da Polônia, que estabelecia o regime republicano da Polônia recém-renascida, a organização e competências dos órgãos provisórios do poder estatal até a constituição do Sejm Legislativo eleito democraticamente, para o qual Piłsudski simultaneamente convocou eleições com base na ordenação proporcional. O decreto entrou formalmente em vigor no dia de sua publicação no Diário da Lei, ou seja, em 29 de novembro de 1918. No entanto, desde 14 de novembro de 1918, Józef Piłsudski, como Comandante Supremo das Forças Polonesas, exercia efetivamente as prerrogativas de chefe de estado e autoridade suprema do país, emitindo nesse dia o decreto e nomeando o Presidente dos Ministros (como era chamado então o Primeiro-ministro). Isso foi possível porque em 14 de novembro a Conselho Regencial se dissolveu, transferindo simultaneamente a Piłsudski toda a autoridade suprema do Estado. 
Em 16 de novembro de 1918, Piłsudski enviou uma mensagem aos chefes das grandes potências notificando a criação do Estado polonês, ou seja, aos chefes de governo dos Estados Unidos, Reino Unido, França, Itália, Japão e Alemanha, bem como a todos os países em guerra e países neutros. 
O Chefe de Estado detinha a mais alta autoridade civil e militar no país. Era Comandante Supremo das Forças Polonesas, e seu cargo tinha grande importância nas relações internacionais. Nomeava perante si o Presidente dos Ministros (Primeiro-ministro) e os ministros responsáveis. Projetos de lei apresentados pelo governo exigiam as assinaturas do ministro competente, do Presidente dos Ministros e do Chefe de Estado. Mantinham sua validade desde que fossem submetidos à aprovação na primeira sessão do Sejm Legislativo. 
Józef Piłsudski, de acordo com o decreto, transferiu o poder em 20 de fevereiro de 1919 para o Sejm Legislativo, que lhe confiou a função de Chefe de Estado, definindo e limitando suas competências na Pequena Constituição. O Chefe de Estado era Comandante Supremo, nomeava o governo com a aprovação do Sejm e exercia o mais alto poder executivo. Ex officio, fazia parte do Conselho de Defesa do Estado, criado pelo Sejm em julho de 1920 durante a ameaça à soberania pelo Guerra Polaco-Soviética e era seu presidente.
A lei transitória de 18 de maio de 1921 à Constituição de 17 de março de 1921 sobre a organização temporária do poder supremo da República, no artigo 2, confiava ao Chefe de Estado a continuação do exercício dos direitos e deveres estabelecidos na Pequena Constituição até a posse do Presidente da República, eleito de acordo com a nova Constituição. 
Em 11 de dezembro de 1922, Gabriel Narutowicz foi empossado no cargo de Presidente da República da Polônia. Józef Piłsudski entregou o cargo de Chefe de Estado ao Presidente em 14 de dezembro de 1922. 